# Saint-Georges-des-Coteaux
Pour les articles homonymes, voir Saint-Georges, Saint Georges (homonymie) et Georges.
Saint-Georges-des-Coteaux est une commune du sud-ouest de la France, située dans le département de la Charente-Maritime (région Nouvelle-Aquitaine). Ses habitants sont appelés les Saint-Georgeais et les Saint-Georgeaises.
Commune résidentielle de la première couronne péri-urbaine de Saintes, Saint-Georges-des-Coteaux s'est beaucoup développée grâce à ses zones d'activités économiques multiples qu'elle partage avec la ville voisine de Saintes.

## Géographie

### Présentation générale et situation
La commune de Saint-Georges-des-Coteaux se situe dans le centre du département de la Charente-Maritime, en région Nouvelle-Aquitaine, dans l'ancienne province de Saintonge. Appartenant au Midi atlantique, au cœur de l'arc atlantique, elle peut être rattachée à deux grands ensembles géographiques, le Grand Ouest français et le Grand Sud-Ouest français.
Saint-Georges-des-Coteaux est située à sept kilomètres à l'ouest de Saintes et est desservie par la RD 137 (ex RN 137) qui constitue toujours l'axe routier majeur du département de la Charente-Maritime. C'est par cette route à fort trafic routier que Saint-Georges-des-Coteaux est reliée directement à Saint-Porchaire, dynamique chef-lieu de canton situé à 8 km à l'ouest, à Rochefort, troisième ville du département, située à 34 km au nord-ouest et à La Rochelle, préfecture du département, située à 62 km au nord-ouest.
À l'est de la commune, elle est bordée par l'autoroute A10 et l'échangeur autoroutier n°35, infrastructure de communication majeure réalisée en 1981.
La départementale D 237 traverse d'est en ouest la commune, dont l'agglomération même de Saint-Georges-des-Coteaux, c'est l'axe secondaire Saintes-Pont-l'Abbé-d'Arnoult,presque parallèle à la RD 137.

### Le cadre géographique
Le finage communal d'une étendue de 1923 hectares occupe un site de plateau calcaire du Crétacé dont l'altimétrie moyenne est de 47 m dans laquelle varient deux valeurs extrêmes avec une altitude minimum à 13 m et une maximum à 81 m, cette dernière correspondant au site du bois de Mongré, coteau boisé presque en bordure de la commune voisine de Ecurat. Le site même du noyau urbain est à 55 m correspondant plus précisément à celui de la mairie.
La commune n'a pas de rivière proprement dite, ni de source, elle occupe le site d'un plateau entrecoupé de vallons secs lui donnant un aspect de relief vallonné dont l'horizon est limité par de nombreux bois à l'est tandis qu'à l'ouest une campagne ouverte de type openfield laisse découvrir un riche terroir à céréales qui, autrefois, était parsemé de nombreux moulins et dont il n'en reste plus de traces que dans la toponymie des nombreux écarts et hameaux de la commune.
Sous l'effet d'une urbanisation intensive, entamée vers la fin des années 1960, Saint-Georges-des-Coteaux présente quatre aspects de l'aménagement de son espace communal.
Tout à l'est, la commune a aménagé de vastes terrains pour l'accueil des activités économiques qui prolongent ceux de la ville voisine de Saintes que séparent l'autoroute A10 et les emprises importantes des échangeurs routier (accès à la rocade urbaine aux différentes routes importantes dont la RN150 à 2X2 voies et la RD 137 - ex RN 137 -) et autoroutier (sortie n°35). Trois zones d'activités sont en périphérie de la commune de Saint-Georges-des-Coteaux et font partie du parc Atlantique qui regroupe plus de 160 entreprises et génèrent sur place 2 000 emplois.
Une ceinture boisée, constituée de nombreux bois de feuillus, s'étend du nord au sud dans la partie orientale de la commune (bois de Mongré, bois de Voyer, bois de Lageay, bois de Courpéteau, bois de Marignac et bois des Brandes) et sépare la ville de Saintes de l'agglomération de Saint-Georges-des-Coteaux. Cette succession de bois stoppe de fait le front d'urbanisation vers l'est de la commune. Le bois de Mongré abrite notamment le site du château de Romefort et sépare également la commune de celle d'Ecurat, au nord. Cette couverture forestière couvre 240 ha soit plus d'un dixième de la superficie de la commune.
Au centre de la commune, des coteaux élevés d'une altitude générale comprise entre 50 et 60 mètres portent la RD 137 - ex RN 137 - qui demeure toujours l'artère routière maitresse de la Charente-Maritime. Cette ligne de coteaux sépare Saint-Georges-des-Coteaux des villages de la Vallée, du Petit-Romefort et du Grand-Romefort et portent le nom évocateur de la Champagne-Saint-Georges, toponyme réputé pour l'excellence des terres arables, généralement vouées à la culture du blé. La Champagne se prolonge à l'ouest dans une campagne découverte en direction de Saint-Porchaire et annonce un riche terroir à céréales aux larges horizons découverts que ponctuent la présence des immenses masses des silos à grains ou des hauts clochers des églises de la campagne saintongeaise.
Au sud s'étend l'agglomération résidentielle de Saint-Georges-des-Coteaux qui a successivement annexé de nombreux villages et hameaux et autres lieux-dits. Le bourg s'étire le long d'un vallon sec et présente autour de son église au clocher massif l'aspect d'une grosse agglomération étagée au tissu résidentiel diffus, lui conférant davantage un aspect villageois plutôt qu'urbain malgré la présence de nombreux lotissements modernes et de création récente.

## Urbanisme

### Typologie
Au 1er janvier 2024, Saint-Georges-des-Coteaux est catégorisée commune rurale à habitat dispersé, selon la nouvelle grille communale de densité à 7 niveaux définie par l'Insee en 2022.
Elle est située hors unité urbaine. Par ailleurs la commune fait partie de l'aire d'attraction de Saintes, dont elle est une commune de la couronne,. Cette aire, qui regroupe 62 communes, est catégorisée dans les aires de 50 000 à moins de 200 000 habitants,.

### Occupation des sols
L'occupation des sols de la commune, telle qu'elle ressort de la base de données européenne d’occupation biophysique des sols Corine Land Cover (CLC), est marquée par l'importance des territoires agricoles (74,3 % en 2018), en diminution par rapport à 1990 (79,5 %). La répartition détaillée en 2018 est la suivante : 
terres arables (57,8 %), zones agricoles hétérogènes (16,4 %), forêts (12,4 %), zones urbanisées (9,5 %), zones industrielles ou commerciales et réseaux de communication (2,1 %), mines, décharges et chantiers (1,8 %). L'évolution de l’occupation des sols de la commune et de ses infrastructures peut être observée sur les différentes représentations cartographiques du territoire : la carte de Cassini (XVIIIe siècle), la carte d'état-major (1820-1866) et les cartes ou photos aériennes de l'IGN pour la période actuelle (1950 à aujourd'hui).

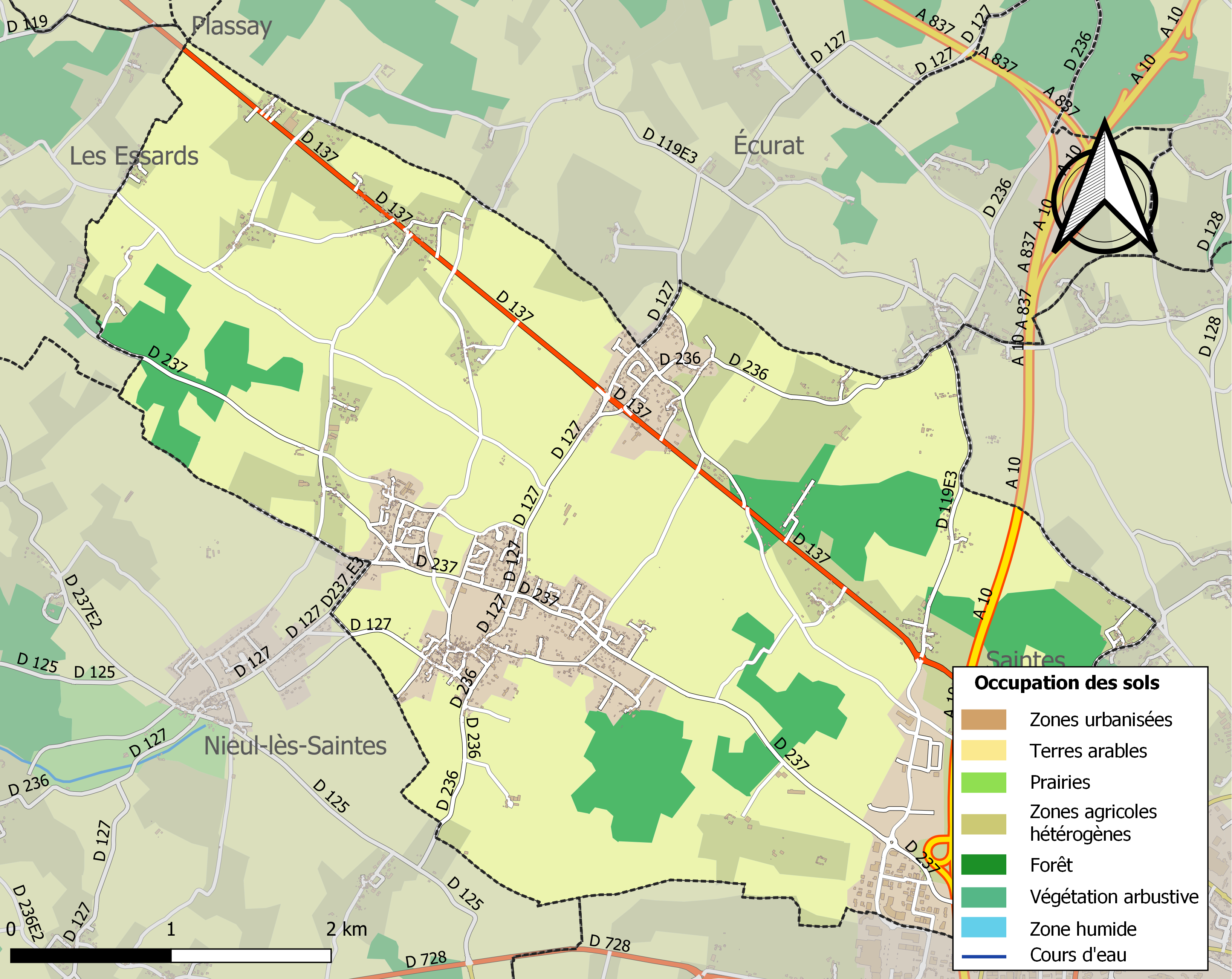
Carte des infrastructures et de l'occupation des sols de la commune en 2018 (CLC).

### Risques majeurs
Le territoire de la commune de Saint-Georges-des-Coteaux est vulnérable à différents aléas naturels : météorologiques (tempête, orage, neige, grand froid, canicule ou sécheresse), mouvements de terrains et séisme (sismicité faible). Il est également exposé à un risque technologique, le transport de matières dangereuses. Un site publié par le BRGM permet d'évaluer simplement et rapidement les risques d'un bien localisé soit par son adresse soit par le numéro de sa parcelle.

#### Risques naturels

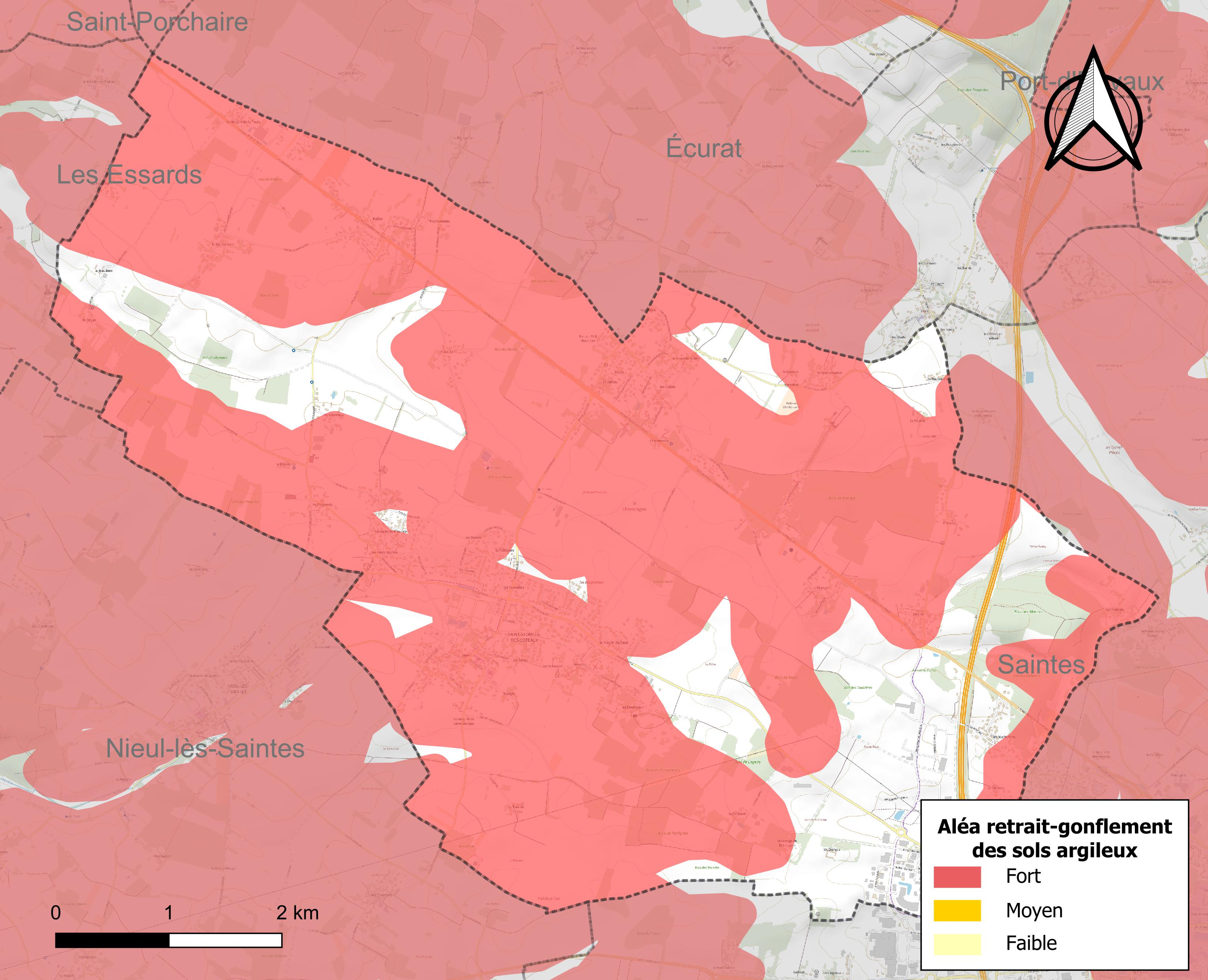
Carte des zones d'aléa retrait-gonflement des sols argileux de Saint-Georges-des-Coteaux.

Les mouvements de terrains susceptibles de se produire sur la commune sont des affaissements et effondrements liés aux cavités souterraines (hors mines) et des tassements différentiels. Par ailleurs, afin de mieux appréhender le risque d’affaissement de terrain, l'inventaire national des cavités souterraines permet de localiser celles situées sur la commune.
Le retrait-gonflement des sols argileux est susceptible d'engendrer des dommages importants aux bâtiments en cas d’alternance de périodes de sécheresse et de pluie. 75,8 % de la superficie communale est en aléa moyen ou fort (54,2 % au niveau départemental et 48,5 % au niveau national). Sur les 1 255 bâtiments dénombrés sur la commune en 2019, 1 159 sont en aléa moyen ou fort, soit 92 %, à comparer aux 57 % au niveau départemental et 54 % au niveau national. Une cartographie de l'exposition du territoire national au retrait gonflement des sols argileux est disponible sur le site du BRGM,.
Par ailleurs, afin de mieux appréhender le risque d’affaissement de terrain, l'inventaire national des cavités souterraines permet de localiser celles situées sur la commune.
La commune a été reconnue en état de catastrophe naturelle au titre des dommages causés par les inondations et coulées de boue survenues en 1982, 1999 et 2010. Concernant les mouvements de terrains, la commune a été reconnue en état de catastrophe naturelle au titre des dommages causés par la sécheresse en 1989, 1991, 2003, 2005, 2009 et 2011 et par des mouvements de terrain en 1999 et 2010.

#### Risques technologiques
Le risque de transport de matières dangereuses sur la commune est lié à sa traversée par une ou des infrastructures routières ou ferroviaires importantes ou la présence d'une canalisation de transport d'hydrocarbures. Un accident se produisant sur de telles infrastructures est susceptible d’avoir des effets graves sur les biens, les personnes ou l'environnement, selon la nature du matériau transporté. Des dispositions d’urbanisme peuvent être préconisées en conséquence.

## Toponymie
Le nom de la commune provient de saint Georges, à qui la paroisse avait été dédiée. Le toponyme Les Coteaux fait sans doute référence aux environs vallonnés du bourg.

## Histoire
Les origines de la commune sont liées à celle de la ville voisine de Saintes qui fut l'antique Mediolanum Santonum. De rares vestiges de l'époque gallo-romaine encore visibles aujourd'hui attestent de cette lointaine occupation dont des chapiteaux corinthiens réemployés dans le village de la Vallée ou encore au lieu-dit de Romefort un fût de colonne cannelée sert de margelle à un puits.
Comme tous les villages de la Saintonge, Saint-Georges-des-Coteaux n'a pas échappé aux affres des grandes invasions barbares et sa renaissance est apparue vers le milieu du Moyen Âge, époque à laquelle est édifiée au XIIe siècle l'église Saint-Georges, de construction romane saintongeaise, sous l'impulsion de la puissante abbaye bénédictine de Saint-Jean-d'Angély.
Pendant la guerre de Cent Ans, le village a été de nouveau le théâtre de destructions et a connu la servitude de l'occupant anglais. Ce dernier se servit notamment du clocher de l'église pour en faire une tour de guet. Un épisode important de cette période douloureuse a marqué la paroisse de Saint-Georges-des-Coteaux. En 1351, les Anglais se rendirent vainqueurs des troupes françaises en leur infligeant une lourde défaite où 600 morts furent déplorés et de nombreux soldats furent faits prisonniers, dont le maréchal de Nesles.
Pendant la seconde moitié du XVIe siècle, une partie des habitants de la paroisse s'ouvre aux idées de la Réforme, la communauté huguenote de Saint-Georges-des-Coteaux y a fait édifier un temple protestant en 1613 mais celui-ci est démoli peu après la révocation de l'édit de Nantes de 1685.
Entre-temps, la paroisse fut assiégée par les troupes de La Fronde qui y implantèrent un camp le 28 octobre 1651 obligeant la ville de Saintes à se soumettre sous menace de destruction totale.
Lors de la Constituante de 1790, la paroisse de Saint-Georges-des-Coteaux fut érigée en commune et fut incluse dans le nouveau canton de Saintes-Sud. Cependant, elle ne fut jamais désignée pour exercer la fonction de chef-lieu de canton, ni lors du remaniement administratif opéré pendant le Consulat sous Napoléon-Bonaparte.
Pendant le XIXe siècle, la commune devint un lieu de foires qui avaient lieu deux fois par an et elle s'affirmait comme étant à la fois une grosse commune céréalière où fonctionnaient de nombreux moulins à vent et une commune viticole dont les productions locales étaient transformées en eaux de vie de cognac. À la suite de la crise du phylloxéra qui se déclara en Saintonge à partir de 1875, la commune abandonna en grande partie la vigne pour se tourner vers l'élevage laitier où, au début du XXe siècle, une laiterie fonctionna à la limite de la commune voisine de Nieul-les-Saintes. Elle passa aux mains d'un grand groupe laitier, Chambourcy, et devint jusque dans les années soixante-dix le principal employeur privé de la commune.
Une voie ferrée qui reliait Saintes à Marennes desservait Saint-Georges-des-Coteaux tandis que la route de Bordeaux à Saint-Malo, ancienne route royale sous la monarchie de Juillet, traversait d'est en ouest la commune et avait permis de rompre son isolement depuis le début des Temps modernes.
Ce n'est que depuis le lendemain de la Seconde Guerre mondiale que la commune de Saint-Georges-des-Coteaux s'est transformée rapidement en devenant une commune résidentielle attractive, avec une vie associative, culturelle et sportive variée ainsi qu'un centre économique dynamique avec ses trois zones d'activités jouxtant celles de Saintes.

## Administration

### Liste des maires
| Période                                  | Période              | Identité           | Étiquette | Qualité              |
| ---------------------------------------- | -------------------- | ------------------ | --------- | -------------------- |
| décembre 1919                            | janvier 1937         | Pierre Taittinger  |           |                      |
| janvier 1937                             | novembre 1944        | André Boyer        |           |                      |
| novembre 1944                            | mai 1945             | Henri Allaire      |           |                      |
| mai 1945                                 | décembre 1945        | Paul Bonnet        |           |                      |
| décembre 1945                            | mai 1953             | Albert Morin       |           |                      |
| mai 1953                                 | janvier 1965 (décès) | Pierre Taittinger  |           |                      |
| mars 1965                                | mars 1971            | Gaston Piochaud    |           |                      |
| mars 1971                                | août 1972            | Jean-Marie Armand  |           |                      |
| août 1972                                | mars 1977            | Jean Voisin        |           |                      |
| mars 1977                                | mars 2001            | Georges Ducept     |           |                      |
| mars 2001                                | mai 2020             | Jean-Marc Caillaud | DVD       | Agriculteur retraité |
| mai 2020                                 | en cours             | Frédéric Rouan     |           |                      |
| Les données manquantes sont à compléter. |                      |                    |           |                      |

### Maire et Adjoints
| Période | Période  | Identité          | Étiquette | Qualité                  |
| ------- | -------- | ----------------- | --------- | ------------------------ |
|         | en cours | Frédéric Rouan    |           | Cadre                    |
|         | en cours | Amanda Lespinasse |           | Employé et agent         |
|         | en cours | Laëtitia Soula    |           | Profession intermédiaire |
|         | en cours | Renaud Tapon      |           | Cadre                    |
|         | en cours | Nathalie Legrand  |           | Professeur               |
|         | en cours | Romain Rouan      |           | Professeur               |

### Région
À la suite de la réforme administrative de 2014 ramenant le nombre de régions de France métropolitaine de 22 à 13, la commune appartient depuis le 1er janvier 2016 à la région Nouvelle-Aquitaine, dont la capitale est Bordeaux. De 1972 au 31 décembre 2015, elle a appartenu à la région Poitou-Charentes, dont le chef-lieu était Poitiers.

### Canton
La commune de Saint-Georges-des-Coteaux appartient au canton de Saint-Porchaire depuis mars 2015. Avant cette date, la ville appartenait au canton de Saintes-Ouest qui regroupait huit communes et une fraction de la ville de Saintes. Ce canton était issu d'un remaniement de la carte administrative qui a eu lieu en 1985 et a succédé à l'ancien canton de Saintes-Sud formé dès son origine en 1790. Si elle en était la deuxième commune par sa superficie, se situant après celle de Nieul-lès-Saintes, Saint-Georges-des-Coteaux était cependant - et de loin - la commune plus peuplée et la plus densément peuplée de son canton.
Malgré son poids démographique et la diversité de ses activités économiques et sociales, elle n'exerce pas le rôle de chef-lieu de canton, et est intégrée au canton de Saint-Porchaire après les élections départementales françaises de 2015.

### Intercommunalité
Saint-Georges-des-Coteaux adhère à la Communauté d'agglomération de Saintes dont le siège administratif est situé à Saintes. Elle se situe au troisième rang de cette intercommunalité par sa population, se classant après Chaniers et Saintes.
De même, la commune appartient au Pays de Saintonge Romane dont le siège est également fixé à Saintes.

### Circonscription électorale
La commune est située dans la troisième circonscription électorale de la Charente-Maritime qui englobe l'arrondissement de Saint-Jean-d'Angély dans sa totalité et la partie nord de l'arrondissement de Saintes (cantons de Burie, Saintes-Est - à l'exception des communes de Colombiers et La Jard -, Saintes-Nord et Saintes-Ouest). Catherine Quéré en est la députée depuis 2007.

### Politique locale
| Élections | 1er tour         | 1er tour | 1er tour         | 1er tour | 1er tour            | 1er tour | 1er tour              | 1er tour | 2d tour          | 2d tour | 2d tour          | 2d tour |
| Élections | 1er              | 1er      | 2d               | 2d       | 3e                  | 3e       | 4e                    | 4e       | 1er              | 1er     | 2d               | 2d      |
| --------- | ---------------- | -------- | ---------------- | -------- | ------------------- | -------- | --------------------- | -------- | ---------------- | ------- | ---------------- | ------- |
| 2002      | J. Chirac (RPR)  | 18,07 %  | L. Jospin (PS)   | 14,34 %  | J-M. Le Pen (FN)    | 13,79%   | J. Saint-Josse (CPNT) | 11,09%   | J. Chirac (RPR)  | 85,27 % | J-M. Le Pen (FN) | 14,73 % |
| 2007      | N. Sarkozy (UMP) | 29,42 %  | S. Royal (PS)    | 26,1 %   | F. Bayrou (UDF)     | 20,19%   | J-M Le Pen (FN)       | 8,14%    | N. Sarkozy (UMP) | 53,55 % | S. Royal (PS)    | 46,45 % |
| 2012      | F. Hollande (PS) | 27,89 %  | N. Sarkozy (UMP) | 27,54 %  | M. Le Pen (FN)      | 15,7%    | J-L. Mélenchon (FG)   | 11,44%   | F. Hollande (PS) | 51 %    | N. Sarkozy (UMP) | 49 %    |
| 2017      | E. Macron (EM)   | 26,52 %  | F. Fillon (LR)   | 20,44%   | M. Le Pen (FN)      | 19,73 %  | J-L Mélenchon (FI)    | 17,66 %  | E. Macron (EM)   | 66,84 % | M. Le Pen (FN)   | 33,16 % |
| 2022      | E. Macron (LREM) | 30,89 %  | M. Le Pen (RN)   | 24,94 %  | J-L. Mélenchon (FI) | 15,42%   | É. Zemmour (REC)      | 6,66%    | E. Macron (LREM) | 57,16 % | M. Le Pen (RN)   | 42,84 % |

## Population et société

### Démographie
Cette commune fortement résidentielle, située dans la première couronne péri-urbaine de Saintes, est devenue une commune particulièrement attractive. Elle participe amplement à la croissance démographique de l'aire urbaine de Saintes.

#### Tableaux démographiques
L'évolution du nombre d'habitants est connue à travers les recensements de la population effectués dans la commune depuis 1793. Pour les communes de moins de 10 000 habitants, une enquête de recensement portant sur toute la population est réalisée tous les cinq ans, les populations de référence des années intermédiaires étant quant à elles estimées par interpolation ou extrapolation. Pour la commune, le premier recensement exhaustif entrant dans le cadre du nouveau dispositif a été réalisé en 2006.

En 2022, la commune comptait 2 840 habitants, en évolution de +6,09 % par rapport à 2016 (Charente-Maritime : +4,04 %, France hors Mayotte : +2,11 %).
| 1793  | 1800  | 1806  | 1821 | 1831  | 1836  | 1841  | 1846  | 1851  |
| ----- | ----- | ----- | ---- | ----- | ----- | ----- | ----- | ----- |
| 1 110 | 1 123 | 1 013 | 995  | 1 284 | 1 311 | 1 290 | 1 281 | 1 315 |

| 1856  | 1861  | 1866  | 1872  | 1876  | 1881  | 1886  | 1891  | 1896 |
| ----- | ----- | ----- | ----- | ----- | ----- | ----- | ----- | ---- |
| 1 225 | 1 261 | 1 235 | 1 145 | 1 198 | 1 109 | 1 073 | 1 024 | 970  |

| 1901 | 1906 | 1911 | 1921 | 1926 | 1931 | 1936 | 1946 | 1954 |
| ---- | ---- | ---- | ---- | ---- | ---- | ---- | ---- | ---- |
| 951  | 929  | 934  | 939  | 888  | 870  | 769  | 854  | 888  |

| 1962 | 1968 | 1975  | 1982  | 1990  | 1999  | 2006  | 2011  | 2016  |
| ---- | ---- | ----- | ----- | ----- | ----- | ----- | ----- | ----- |
| 851  | 880  | 1 275 | 1 780 | 1 912 | 2 028 | 2 430 | 2 590 | 2 677 |

| 2021  | 2022  | - | - | - | - | - | - | - |
| ----- | ----- | - | - | - | - | - | - | - |
| 2 810 | 2 840 | - | - | - | - | - | - | - |

#### Une évolution démographique dynamique
Depuis le lendemain de la Seconde Guerre mondiale jusqu'au début du XXIe siècle, Saint-Georges-des-Coteaux a vu tripler sa population et cette croissance démographique a été continue à partir du début des années soixante, mais elle s'est surtout accélérée à partir du recensement de 1968. La commune a franchi deux seuils démographiques importants ; tout d'abord, elle a de nouveau dépassé le seuil des 1 000 habitants en 1975, puis pour la première fois de son histoire démographique celui des 2 000 habitants en 1999.
Saint-Georges-des-Coteaux appartient à la première couronne de l'aire urbaine de Saintes et elle est l'une des communes qui affichent une croissance démographique parmi les plus soutenues et les plus dynamiques de la zone saintaise. Elle occupe désormais le troisième rang des communes de cette zone urbaine par sa population, se situant après Saintes et Chaniers.
De fait, sa densité de population qui est de 129 hab/km2 en 2007 en fait l'une des communes les plus densément peuplées de l'arrondissement de Saintes. Comparée à celle du département, elle y est nettement supérieure (88 hab/km2 pour la Charente-Maritime).

#### Une urbanisation rapide
L'agglomération de Saint-Georges-des-Coteaux a successivement annexé depuis la fin des années 1960, en un tissu urbain très lâche, de nombreux villages et hameaux et autres lieux-dits, la commune en recensant plus d'une trentaine, ancien héritage du morcellement de la terre en Saintonge.
Le front d'urbanisation, généralement représenté par des lotissements résidentiels, a grossi le noyau originel vers l'ouest en annexant le gros village les Maurice, puis vers l'est en englobant les villages de le Moulin de Razé et les Fréneaux. Le complexe sportif, au nord du bourg, a été un élément déterminant dans le processus d'urbanisation en intégrant notamment le lieu-dit de la Palissière, grossi par des lotissements communaux édifiés le long de la départementale 237.
Au sud-est, l'urbanisation a aggloméré au bourg principal d'autres lieux-dits et hameaux (les Davids et Meursac) tandis qu'au sud-ouest, l'urbanisation progresse vers le village voisin de Nieul-lès-Saintes dont l'ancienne laiterie Chambourcy, encore visible aujourd'hui, assurait du travail pour les deux villages, devenus aujourd'hui de grosses communes résidentielles aux portes de Saintes.
Le bourg lui-même a profondément changé et connaît actuellement de nouveaux aménagements de son cadre de vie. Il est devenu le centre principal de la commune grâce à l'implantation de commerces et autres activités de services et à son petit rôle de services publics (mairie, complexe scolaire, médiathèque, école de musique, complexe sportif).

## Lieux et monuments

### L'église Saint-Georges

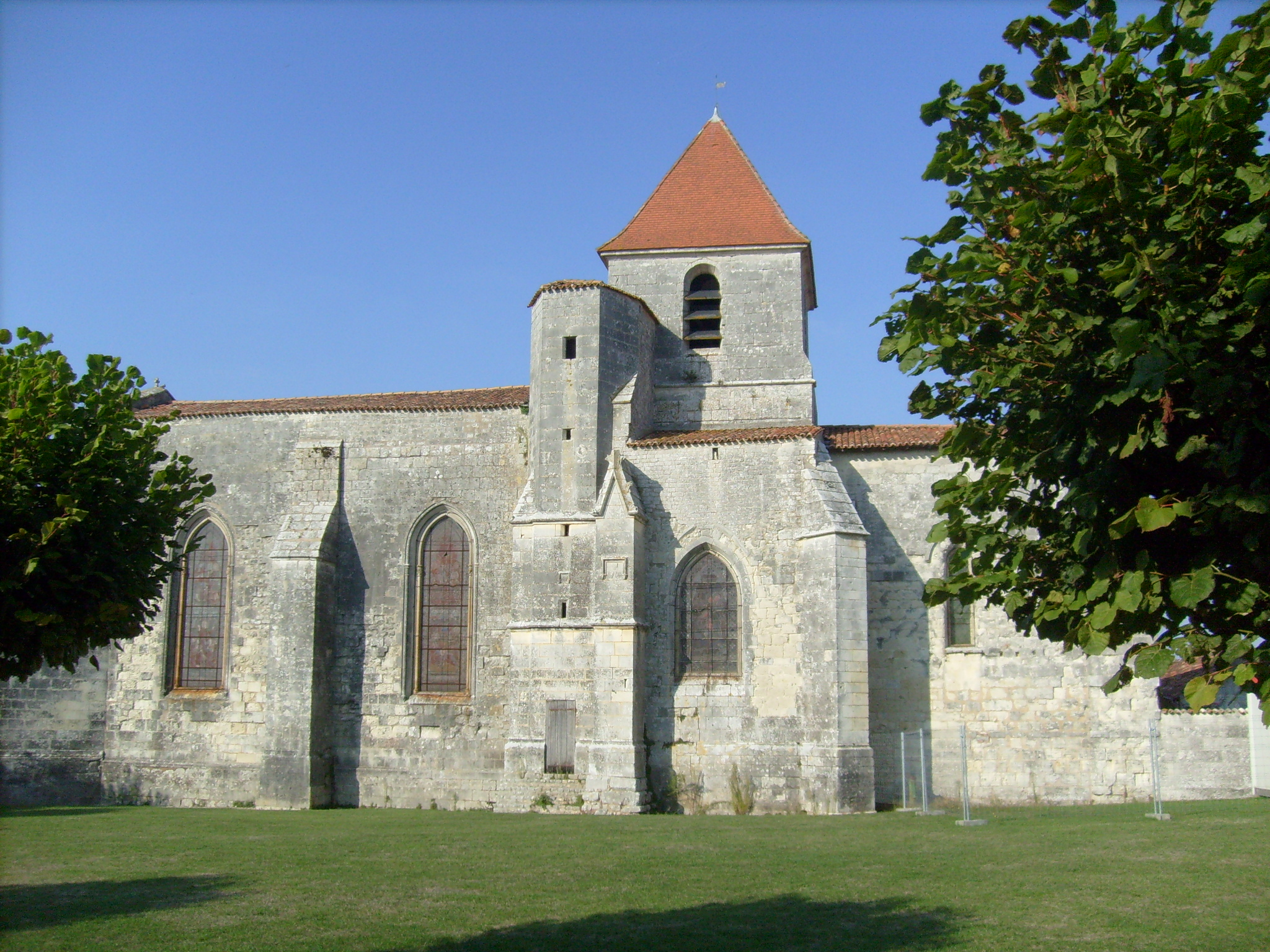
L'église Saint-Georges.

Bâtie autour d'un édifice roman du XIIe siècle, cette église a été énormément remaniée entre le XIIe et le XVe siècle. L'abside du XIIIe siècle n'a sûrement jamais été voûtée. Son clocher de style gothique ainsi que le portail occidental datent du XVe siècle et donnent à l'église un aspect plutôt composite.
L'église est classée monument historique en 1909.

### Galerie d'images

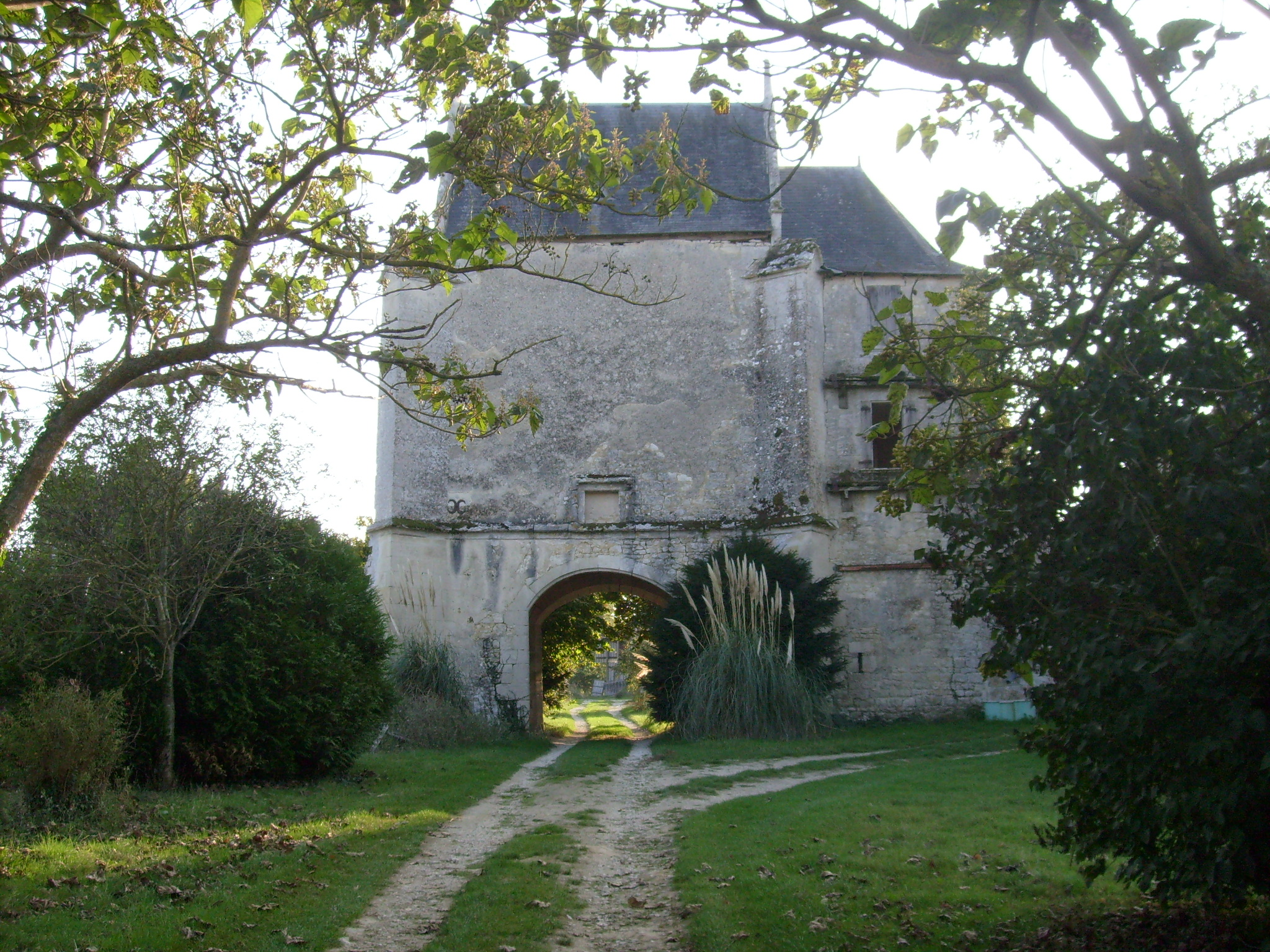
Château de Romefort.
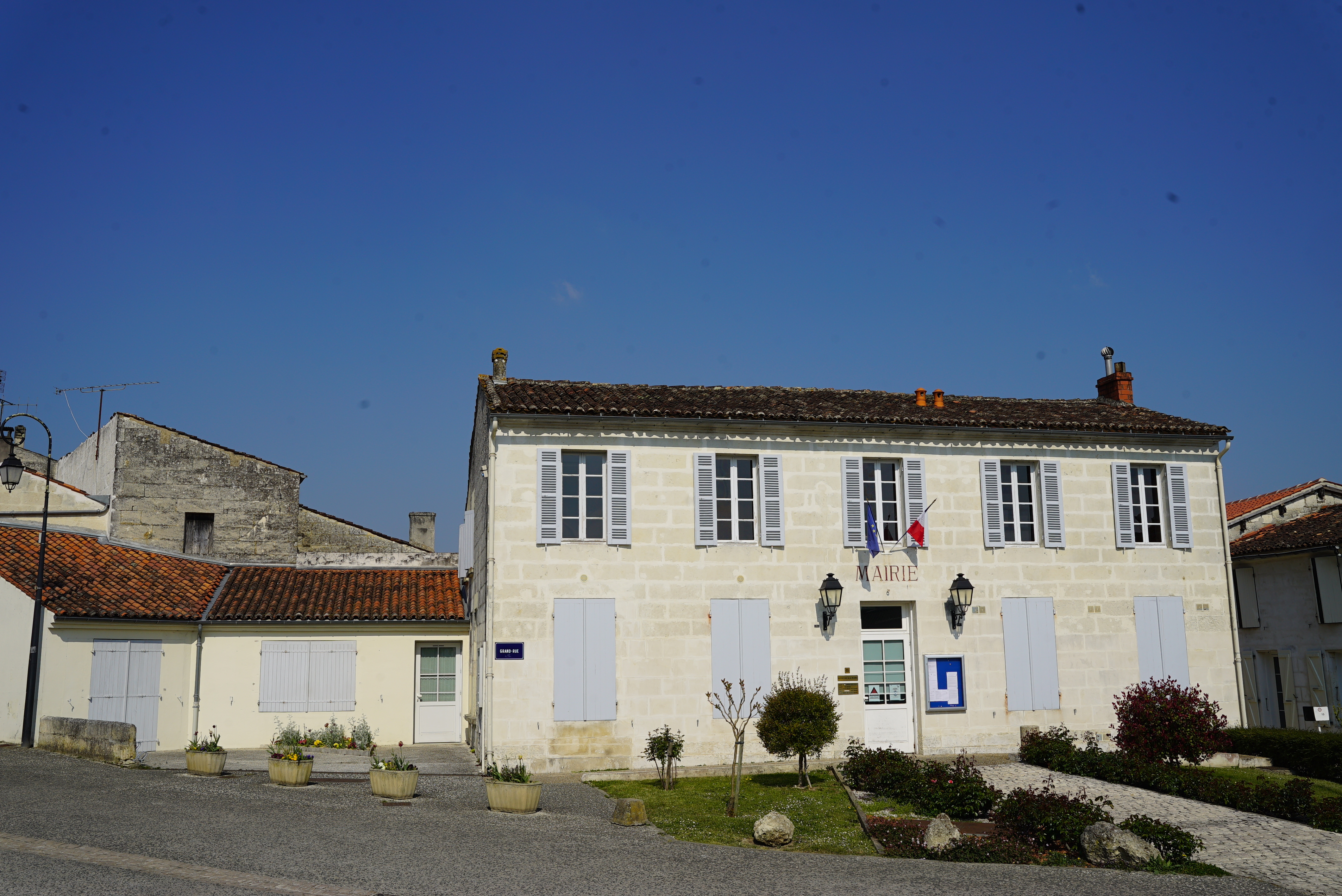
La Mairie.
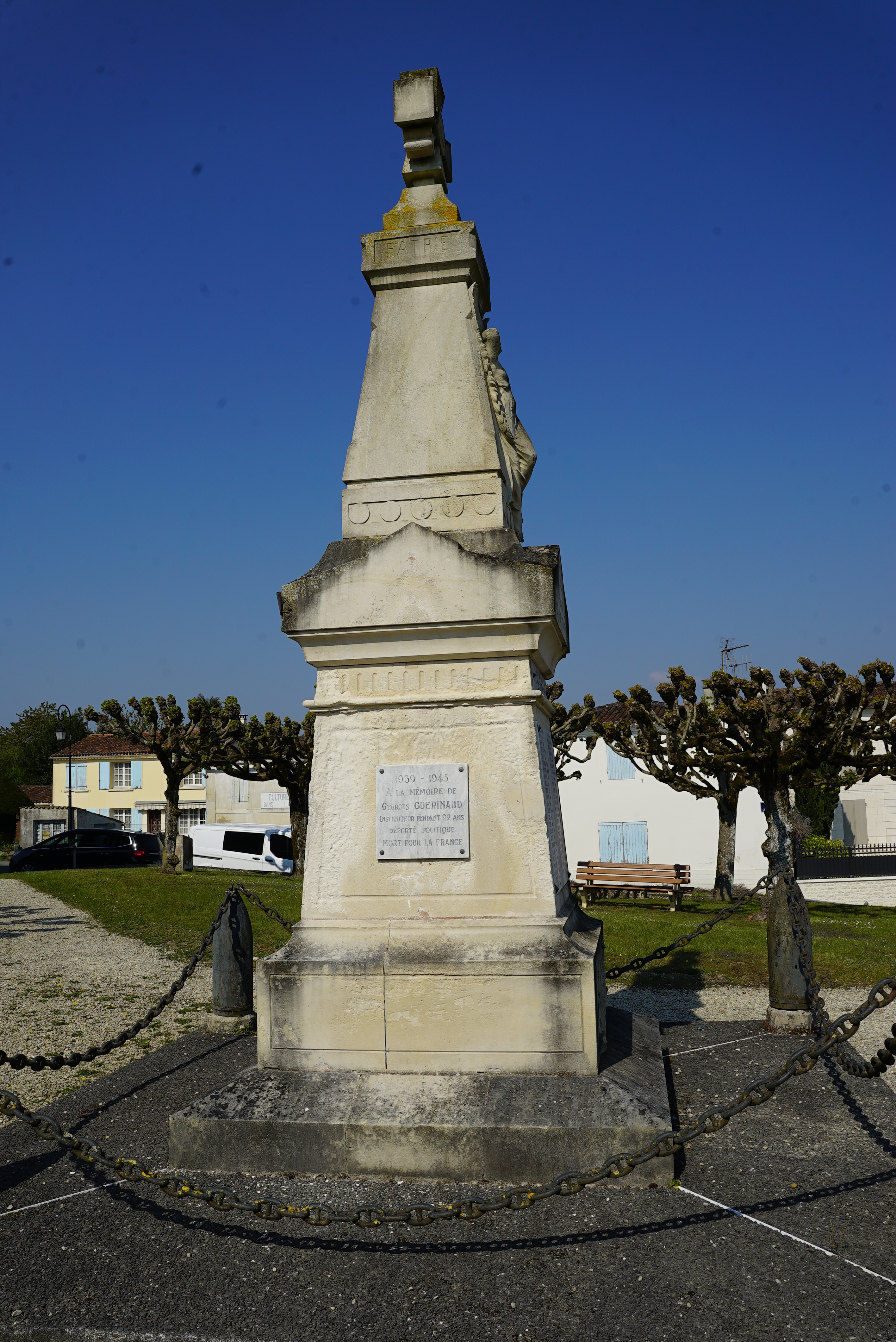
Monument aux morts.
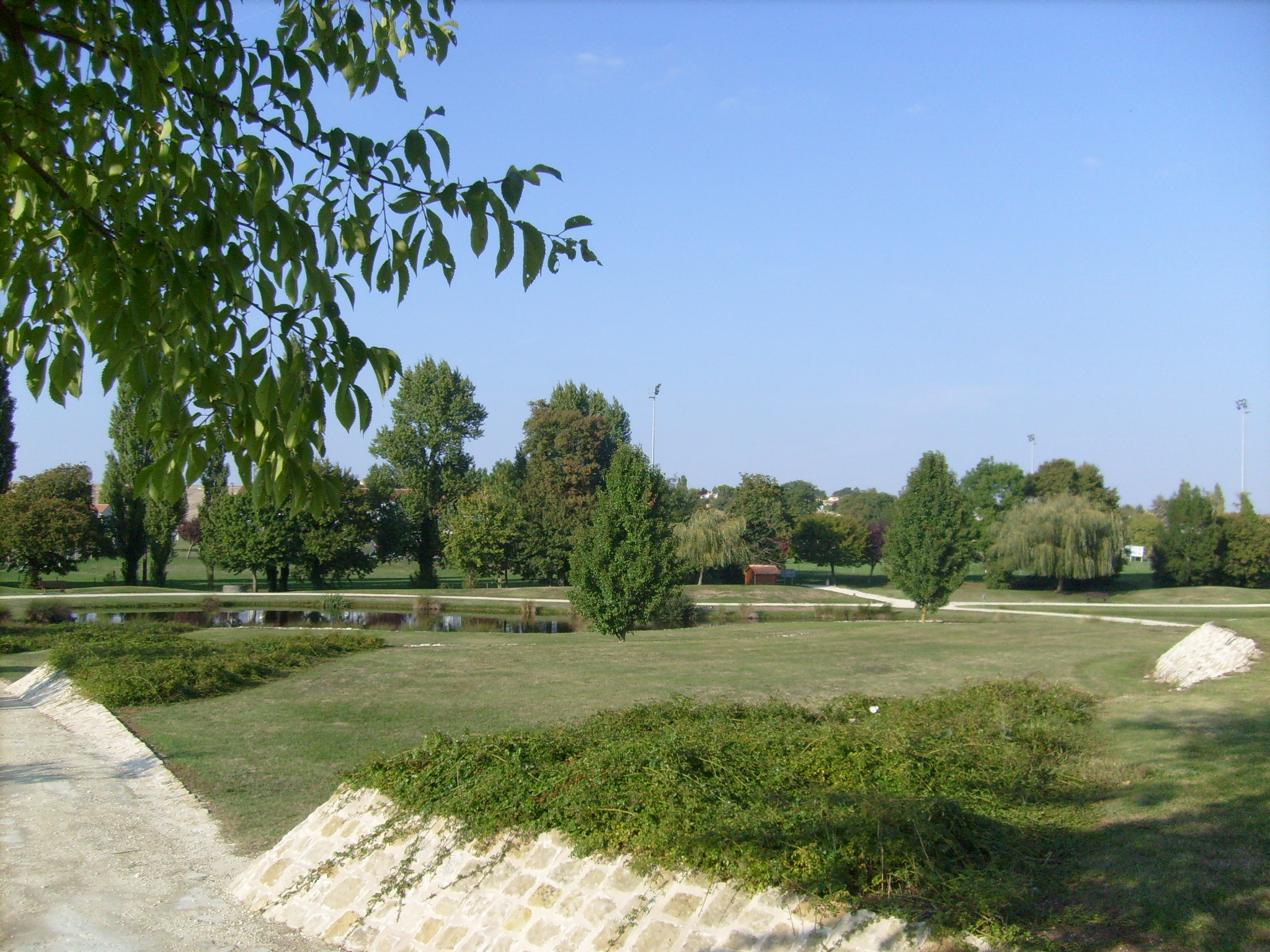
Parc de loisirs.
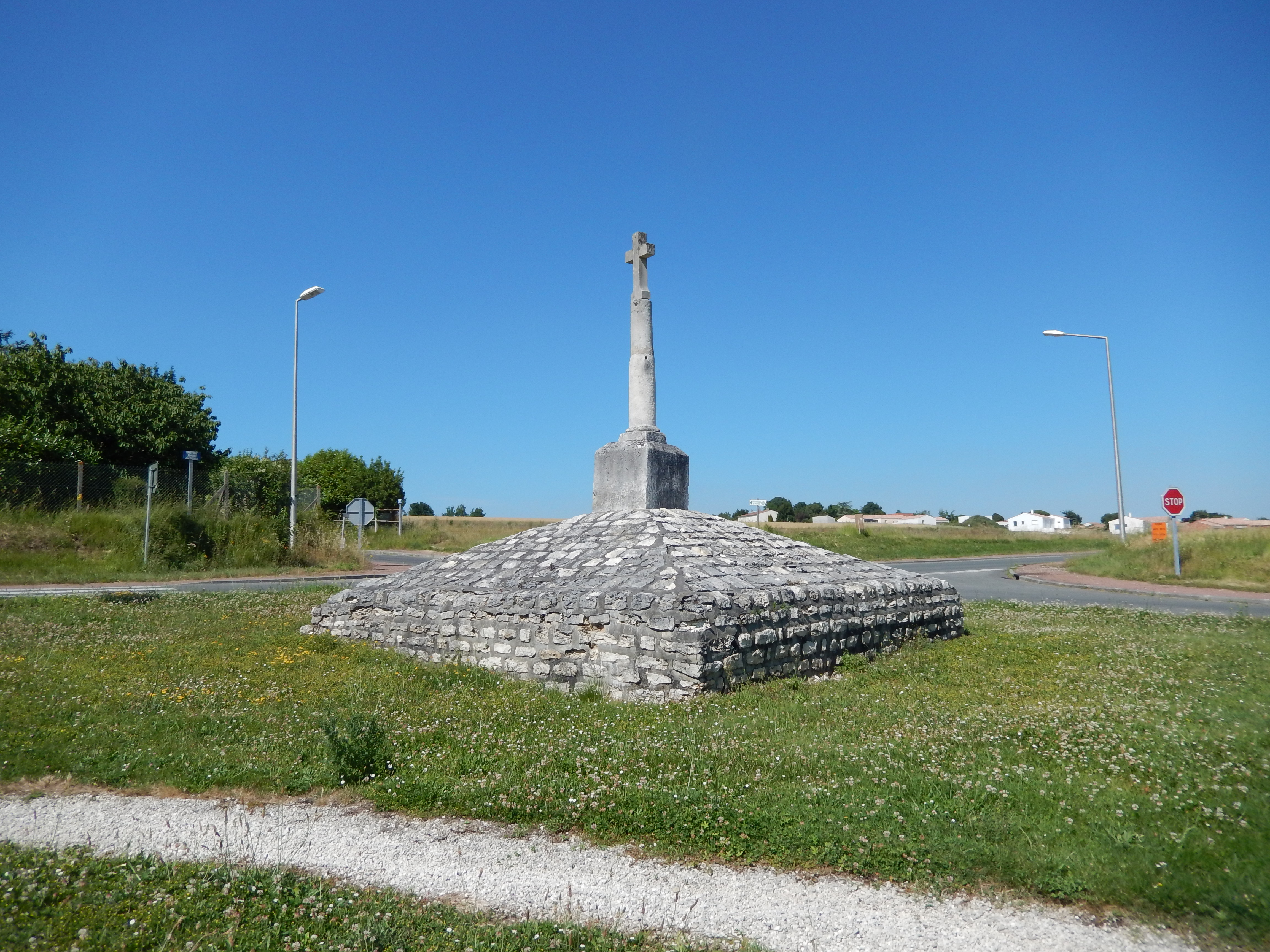
Croix, ou calvaire, à l'ouest du bourg.

## Personnalités liées à la commune
- Pierre Taittinger, député, fondateur de la maison de vins de champagne Champagne Taittinger, fut maire de la commune.